# Crossroad
crossroad – czterdziesty dziewiąty singel japońskiej piosenkarki Ayumi Hamasaki, wydany 22 września 2010. W pierwszym tygodniu sprzedano 73 961 kopii, natomiast 99 021 całościowo. Singel zdobył status złotej płyty.

## Lista utworów

### CD+DVD
| CD  |                                                    |                |                  |                |      |
| Nr  | Tytuł                                              | Słowa          | Muzyka           | Aranżacja      | Czas |
| 1.  | "crossroad (Original mix)"                         | Ayumi Hamasaki | Tetsuya Komuro   | Tetsuya Komuro | 4:52 |
| 2.  | "SEVEN DAYS WAR (Original mix)" (TM Network cover) | Mitsuko Komuro | Tetsuya Komuro   | CMJK           | 5:01 |
| 3.  | "blossom (Clockwork yellow remix)"                 | Ayumi Hamasaki | Yasuhiko Hoshino | Yuta Nakano    | 5:54 |
| 4.  | "crossroad (Original mix -Instrumental-)"          | Ayumi Hamasaki | Tetsuya Komuro   | Tetsuya Komuro | 4:52 |
| 5.  | "SEVEN DAYS WAR (Original mix -Instrumental-)"     | Mitsuko Komuro | Tetsuya Komuro   | CMJK           | 5:01 |
| DVD |                                                    |                |                  |                |      |
| Nr  | Tytuł                                              | Muzyka         | Reżyser          | Czas           |      |
| 1.  | "crossroad" (video clip)                           | Tetsuya Komuro | Masashi Muto     | 4:53           |      |
| 2.  | "crossroad" (making clip)                          |                |                  | 3:10           |      |
| 3.  | "blossom" (video clip)                             | Tetsuya Komuro | Takahide Ishii   | 5:26           |      |

### CD (Version B)
| Nr | Tytuł                                          | Słowa          | Muzyka           | Aranżacja      | Czas |
| -- | ---------------------------------------------- | -------------- | ---------------- | -------------- | ---- |
| 1. | "crossroad (Original mix)"                     | Ayumi Hamasaki | Tetsuya Komuro   | Tetsuya Komuro | 4:52 |
| 2. | "SEVEN DAYS WAR (Original mix)"                | Mitsuko Komuro | Tetsuya Komuro   | CMJK           | 5:01 |
| 3. | "blossom (Clockwork yellow remix)"             | Ayumi Hamasaki | Yasuhiko Hoshino | Yuta Nakano    | 5:54 |
| 4. | "MOON (Orchestra version)"                     | Ayumi Hamasaki | Yasuhiko Hoshino | Yuta Nakano    | 4:05 |
| 5. | "crossroad (Original mix -Instrumental-)"      | Ayumi Hamasaki | Tetsuya Komuro   | Tetsuya Komuro | 4:52 |
| 6. | "SEVEN DAYS WAR (Original mix -Instrumental-)" | Mitsuko Komuro | Tetsuya Komuro   | CMJK           | 5:01 |

### CD (Version C)
| Nr | Tytuł                                          | Słowa          | Muzyka           | Aranżacja      | Czas |
| -- | ---------------------------------------------- | -------------- | ---------------- | -------------- | ---- |
| 1. | "crossroad (Original mix)"                     | Ayumi Hamasaki | Tetsuya Komuro   | Tetsuya Komuro | 4:52 |
| 2. | "SEVEN DAYS WAR (Original mix)"                | Mitsuko Komuro | Tetsuya Komuro   | CMJK           | 5:01 |
| 3. | "blossom (Clockwork yellow remix)"             | Ayumi Hamasaki | Yasuhiko Hoshino | Yuta Nakano    | 5:54 |
| 4. | "blossom (Orchestra version)"                  | Ayumi Hamasaki | Yasuhiko Hoshino | Yuta Nakano    | 6:16 |
| 5. | "crossroad (Original mix -Instrumental-)"      | Ayumi Hamasaki | Tetsuya Komuro   | Tetsuya Komuro | 4:52 |
| 6. | "SEVEN DAYS WAR (Original mix -Instrumental-)" | Mitsuko Komuro | Tetsuya Komuro   | CMJK           | 5:01 |